# انتقام روح
انتقام روح فیلمی به کارگردانی و نویسندگی اسماعیل کوشان محصول سال ۱۳۴۱ است.

## بازیگران
- مجید محسنی
- ویکتوریا
- علی آزاد
- پروین قاضی بیات
- نادر بیات
- مسعود زادگان
- محمد عبدی
- واهیک
- گرگین کیایی
- ناهید